# 1584
| [ Edytuj tabelę ]              | |
| Król Polski                    | - 1575 Anna Jagiellonka 1587 - 1575 Stefan Batory 1586 |
| Współksiążęta Andory           | - 1580 Hug Ambrós de Montcada 1586 - 1572 Henryk IV Burbon 1610                                                                                           |
| Król Anglii                    | - 1558 Elżbieta I 1603 |
| Elektor Brandenburgii          | - 1571 Jan Jerzy 1598 |
| Książę Bawarii                 | - 1579 Wilhelm V 1597 |
| Sułtan Brunei                  | - 1575 Saiful Rijal 1600 |
| Cesarz Chin                    | - 1572 Wanli 1620 |
| Król Czech                     | - 1576 Rudolf II Habsburg 1611 |
| Król Danii                     | - 1559 Fryderyk II 1588 |
| Dalajlama                      | - 1543 Sonam Gjaco 1588 |
| Cesarz Etiopii                 | - 1563 Sertse Dyngyl 1597 |
| Król Francji                   | - 1574 Henryk Walezy 1589 |
| Król Hiszpanii                 | - 1556 Filip II 1598 |
| Landgraf Hesji-Kassel          | - 1567 Wilhelm IV Mądry 1592 |
| Stadhouder Holandii            | - 1574 Wilhelm Orański 1584 - 1584 Maurycy Orański 1625                                                                                                   |
| Szach Iranu                    | - 1577 Mohammad Chodabande 1587 |
| Państwo Wielkich Mogołów       | - 1556 Akbar 1605 |
| Cesarz Japonii                 | - 1557 Ōgimachi 1586 |
| Kalif                          | - 1574 Murad III 1595 |
| Patriarcha Konstantynopola     | - 1580 Jeremiasz II Tranos 1584 - 1584 Pachomiusz II 1585                                                                                                 |
| Władca Korei                   | - 1567 Sŏnjo 1608 |
| Książę Kurlandii i Semigalii   | - 1561 Gotthard Kettler 1587 |
| Sułtan Maroka                  | - 1578 Ahmad al-Mansur 1603 |
| Senior Monako                  | - 1581 Karol II 1589 |
| Król Nawarry                   | - 1572 Henryk III 1610 |
| Król Norwegii                  | - 1559 Fryderyk II 1588 |
| Sułtan Omanu                   | - 1560 Abd Allah ibn Muhammad 1624 |
| Elektor Palatynatu             | - 1583 Fryderyk IV 1610 |
| Papież                         | - 1572 Grzegorz XIII 1585 |
| Książę Parmy i Piacenzy        | - 1556 Oktawiusz Farnese 1586 |
| Król Portugalii                | - 1581 Filip I 1598 |
| Książę w Prusach               | - 1568 Albrecht Fryderyk 1618 - 1578 Jerzy Fryderyk (regent) 1603                                                                                         |
| Car Rosji                      | - 1547 Iwan IV Groźny 1584 - 1584 Fiodor I 1598 |
| Cesarz Rzymski (niemiecki)     | - 1576 Rudolf II Habsburg 1612 |
| Kapitanowie Regenci San Marino | - 1583 Pier Paolo Corbelli Francesco Martelli 1584 - 1584 Federico Sinibaldi Vincenzo Giannini 1584 - 1584 Innocenzo Brancuti Gio. Lodovico Belluzzi 1585 |
| Elektor Saksonii               | - 1553 August Wettyn 1586 |
| Król Szkocji                   | - 1567 Jakub VI 1625 |
| Król Szwecji                   | - 1569 Jan III Waza 1592 |
| Król Tajlandii                 | - 1569 Maha Thammaracha Thirat 1590 |
| Sułtan Turków                  | - 1574 Murad III 1595 |
| Doża Wenecji                   | - 1578 Nicolò da Ponte 1585 |
| Król Węgier                    | - 1576 Rudolf II 1608 |

Rok 1584 / MDLXXXIV
stulecia: XV wiek ~
XVI wiek ~
XVII wiek

lata: 1574 «
1579 «
1580 «
1581 «
1582 «
1583 «
1584
» 1585
» 1586
» 1587
» 1588
» 1589
» 1594

## Wydarzenia w Polsce
- 26 maja – na dziedzińcu zamku wawelskiego został ścięty hetman kozacki Samuel Zborowski, którego wcześniej skazano na wygnanie za morderstwo kasztelana przemyskiego Andrzeja Wapowskiego; Zborowski nie respektując wyroku, wrócił do kraju, gdzie jako banita został pojmany i stracony.
- 7 lipca – Mikołaj Krzysztof Radziwiłł zwany „Sierotką” powrócił do Nieświeża z pielgrzymki do Ziemi Świętej.
- 22 sierpnia – śmierć Jana Kochanowskiego i umowna data zakończenia w Polsce renesansu.

## Wydarzenia na świecie
- 18 marca – po śmierci Iwana IV Groźnego nowym carem Rosji został Fiodor I.
- 4 lipca – angielska ekspedycja prowadzona przez kapitanów Philipa Amadasa i Arthura Barlowa dotarła do łańcucha mierzejowych wysepek u wybrzeży Karoliny Północnej, spośród których wybrano Roanoke jako miejsce, założonej rok później, pierwszej angielskiej osady w Ameryce Północnej, która jednak nie przetrwała (tzw. Zaginiona Kolonia).
- 10 lipca – Wilhelm I Orański został zastrzelony przez Balthasara Gérarda.
- 13 września – zakończono budowę Escorialu pod Madrytem.

## Urodzili się
- 29 stycznia – Fryderyk Henryk Orański, książę Oranii-Nassau (zm. 1647)
- 12 lutego – Caspar Barlaeus, holenderski polihistor, humanista, teolog, poeta i historyk (zm. 1648)
- 26 lutego – Albert Wittelsbach, książę bawarski (zm. 1666)
- 26 marca – Jan II Wittelsbach (Pfalz-Zweibrücken-Veldenz), hrabia palatyn i książę Palatynatu-Zweibrücken-Veldenz (zm. 1635)
- 29 marca – Ferdinando Fairfax, angielski parlamentarzysta, generał (zm. 1648)
- 27 maja – Michael Altenburg, niemiecki kompozytor epoki wczesnego baroku (zm. 1640)
- maj – André Duchesne, francuski geograf i historyk (zm. 1640)
- 13 czerwca – Musashi Miyamoto, japoński samuraj, twórca szkoły walki dwoma mieczami niten'ichi-ryū (zm. 1645)
- 27 lipca – Agnieszka, margrabianka brandenburska, księżna wołogoska (zm. 1629)
- 13 sierpnia – Theophilus Howard, 2. hrabia Suffolk, angielski arystokrata (zm. 1640)
- 11 września – Thomas Erpenius, holenderski orientalista, tłumacz (zm. 1624)
- 16 września:
  - Matthias Gallas, cesarski wódz podczas wojny trzydziestoletniej (zm. 1647)
  - Giulio Roma, włoski kardynał (zm. 1652)
- 10 listopada – Katarzyna Waza, księżniczka Szwecji (zm. 1638)
- 25 grudnia – Małgorzata Austriaczka, królowa Hiszpanii i Portugalii (zm. 1611)
- 27 grudnia – Filip Juliusz, syn Ernesta Ludwika z dynastii Gryfitów (zm. 1625)
- Andrea dell’Aqua, architekt i budowniczy pochodzenia weneckiego, działający w XVII wieku w Polsce (zm. 1656)
- William Baffin, angielski żeglarz i odkrywca (zm. 1622)
- Francis Beaumont, angielski pisarz i dramaturg (zm. 1616)
- Antonio Cifra, włoski kompozytor (zm. 1629)
- Zofia Czeska, polska zakonnica działająca w Krakowie, założycielka prezentek, błogosławiona katolicka (zm. 1650)
- Cosimo de Torres, włoski duchowny, kardynał (zm. 1642)
- Jean-François de Gondi, pierwszy arcybiskup Paryża (zm. 1654)
- Stanisław Kiszka (biskup żmudzki), duchowny rzymskokatolicki (zm. 1626)
- Jean de Lauzon, gubernator generalny Nowej Francji (zm. 1666)
- Philip Massinger, angielski dramaturg (zm. 1640)
- Cornelis de Vos, flamandzki malarz i rysownik (zm. 1651)

## Zmarli
- 30 stycznia – Pieter Pourbus, malarz niderlandzki (ur. 1523)
- 4 marca – Aleksander Mieliński, pierwszy w historii biskup inflancki (ur. 1527)
- 18 marca – Iwan IV Groźny, car Rosji (ur. 1530)
- 15 kwietnia – Jan Borukowski, podkanclerzy koronny, biskup przemyski (ur. 1524)
- 27 kwietnia – Mikołaj Radziwiłł Rudy, hetman wielki litewski, kanclerz wielki litewski (ur. 1512)
- 10 maja – Luigi Cornaro, włoski kardynał (ur. 1517)
- 22 maja – Ludger Tom Ring Młodszy, niemiecki malarz renesansowy (ur. 1522)
- 26 maja – Samuel Zborowski, hetman kozacki, rotmistrz królewski, kalwinista (ur. ?)
- 19 czerwca – Franciszek Hercules Walezjusz, najmłodszy syn króla Francji Henryka II i Katarzyny Medycejskiej (ur. 1555)
- 20 czerwca – Dermot O’Hurley, Błogosławiony Kościoła katolickiego, irlandzki męczennik (ur. 1530)
- 3 lipca – Hans Oppersdorff, czeski szlachcic, twórca potęgi rodu Oppersdorffów, od 1574 r. starosta Śląska (ur. 1514)
- 10 lipca – Wilhelm I Orański, hrabia Nassau, książę Oranii (ur. 1533)
- 12 lipca – Stephen Borough, angielski żeglarz i odkrywca (ur. 1525)
- 14 lipca – Balthasar Gérard, Francuz, morderca protestanckiego holenderskiego przywódcy wojny o niepodległość Wilhelma Milczącego, również znanego jako Wilhelm I Orański (ur. 1557)
- 22 sierpnia – Jan Kochanowski, poeta polski okresu odrodzenia, sekretarz królewski (ur. 1530)
- 15 października – Michał Wiśniowiecki (1529–1584), kasztelan bracławski i kijowski (ur. 1529)
- 17 października – Ryszard Gwyn, święty Kościoła katolickiego, walijski męczennik (ur. 1537)
- 3 listopada – Karol Boromeusz, włoski tercjarz franciszkański (ur. 1538)
- 17 listopada – Eryk II Młodszy, książę Brunszwiku-Calenbergu (ur. 1528)
- 26 grudnia – Giovanni Francesco Commendone, włoski kardynał, biskup Zanty (ur. 1523)
- Caspar Pückler, młodszy brat Wenzela Pücklera, pana na Szydłowcu Śląskim (ur. ?)
- Gaspar de Carvajal, hiszpański ksiądz dominikanin, podróżnik i odkrywca, kronikarz (ur. 1504)
- Stanisław Herburt, kasztelan lwowski, podkomorzy przemyski, starosta samborski (ur. 1524)
- Mehmed II Girej, władca Chanatu Krymskiego (ur. 1532)
- Aleksander Łaszcz, starosta tyszowiecki, podkomorzy bełski, starosta kowelski (ur. ?)
- Prosper Provano, pierwszy dyrektor poczty królewskiej w Polsce, kursującej pomiędzy Krakowem a Wenecją (ur. ?)
- Mikołaj Sieniawski (1520–1584), syn Mikołaja hetmana wielkiego koronnego (ur. 1520)
- Francisco de Toledo, hiszpański wicekról Peru (ur. 1515)
- Andrzej Trzecieski, polski działacz reformacyjny, pisarz, poeta, wydawca i tłumacz (ur. ok. 1530)
- Yi I, koreański filozof i uczony konfucjański (ur. 1536)

## Święta ruchome
- Tłusty czwartek: 9 lutego
- Ostatki: 14 lutego
- Popielec: 15 lutego
- Niedziela Palmowa: 25 marca
- Wielki Czwartek: 29 marca
- Wielki Piątek: 30 marca
- Wielka Sobota: 31 marca
- Wielkanoc: 1 kwietnia
- Poniedziałek Wielkanocny: 2 kwietnia
- Wniebowstąpienie Pańskie: 10 maja
- Zesłanie Ducha Świętego: 20 maja
- Boże Ciało: 31 maja